# Чуонинский наслег
Чуонинский наслег — сельское поселение (наслег) в Мирнинском районе Якутии Российской Федерации.
Административный центр — село Арылах.

## История
Статус и границы сельского поселения установлены Законом Республики Саха (Якутия) от 30 ноября 2004 года N 173-З N 353-III «Об установлении границ и о наделении статусом городского и сельского поселений муниципальных образований Республики Саха (Якутия)».

## Население
| 2002  | 2010  | 2011  | 2012  | 2013  | 2014  | 2015  |
| ----- | ----- | ----- | ----- | ----- | ----- | ----- |
| 2238  | ↘1812 | ↘1803 | ↗1809 | ↘1752 | ↘1711 | ↘1706 |
| 2016  | 2017  | 2018  | 2019  | 2020  | 2021  |       |
| ↗1723 | ↗1725 | ↘1719 | ↘1689 | ↘1662 | ↘1608 |       |

## Состав сельского поселения
| № | Населённый пункт | Тип населённого пункта       | Население |
| - | ---------------- | ---------------------------- | --------- |
| 1 | Арылах           | село, административный центр | ↘1564     |
| 2 | Заря             | посёлок                      | ↘103      |